# Distrito de Bandipore
Bandipore (en hindi; बांडीपुर) es un distrito de la India en el estado de Jammu y Cachemira. Código ISO: IN.JK.BP.
Comprende una superficie de 3 010 km².
El centro administrativo es la ciudad de Bandipore.

## Demografía
Según censo 2011 contaba con una población total de 385 099 habitantes, de los cuales 183 568 eran mujeres y 201 531 varones.